# Lepthoplosternum
Genre
Lepthoplosternum est un genre de poisson-chat de la famille des Callichthyidae.

## Liste des espèces

### SelonFishBase(29 octobre 2017)[2]
- Lepthoplosternum altamazonicum Reis, 1997
- Lepthoplosternum beni Reis, 1997
- Lepthoplosternum pectorale (Boulenger, 1895)
- Lepthoplosternum stellatum Reis & Kaefer, 2005
- Lepthoplosternum tordilho Reis, 1997
- Lepthoplosternum ucamara Reis & Kaefer, 2005

### SelonWorld Register of Marine Species(29 octobre 2017)[3]
- Lepthoplosternum altamazonicum Reis, 1997
- Lepthoplosternum pectorale (Boulenger, 1895)
- Lepthoplosternum stellatum Reis & Kaefer, 2005
- Lepthoplosternum tordilho Reis, 1997